# Scytodes fusca
Scytodes fusca là một loài nhện trong họ Scytodidae.
Loài này thuộc chi Scytodes. Scytodes fusca được Charles Athanase Walckenaer miêu tả năm 1837.

## Hình ảnh

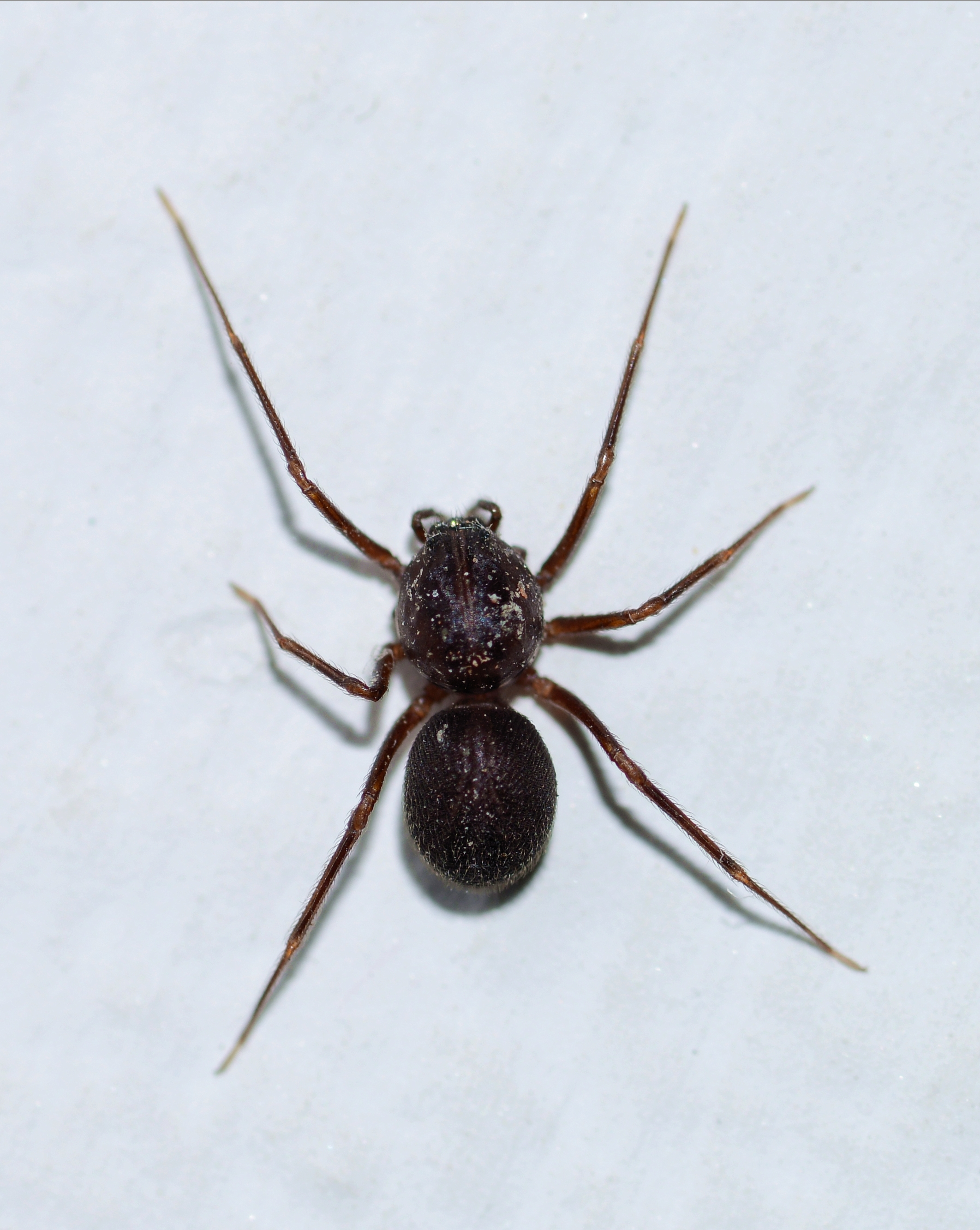
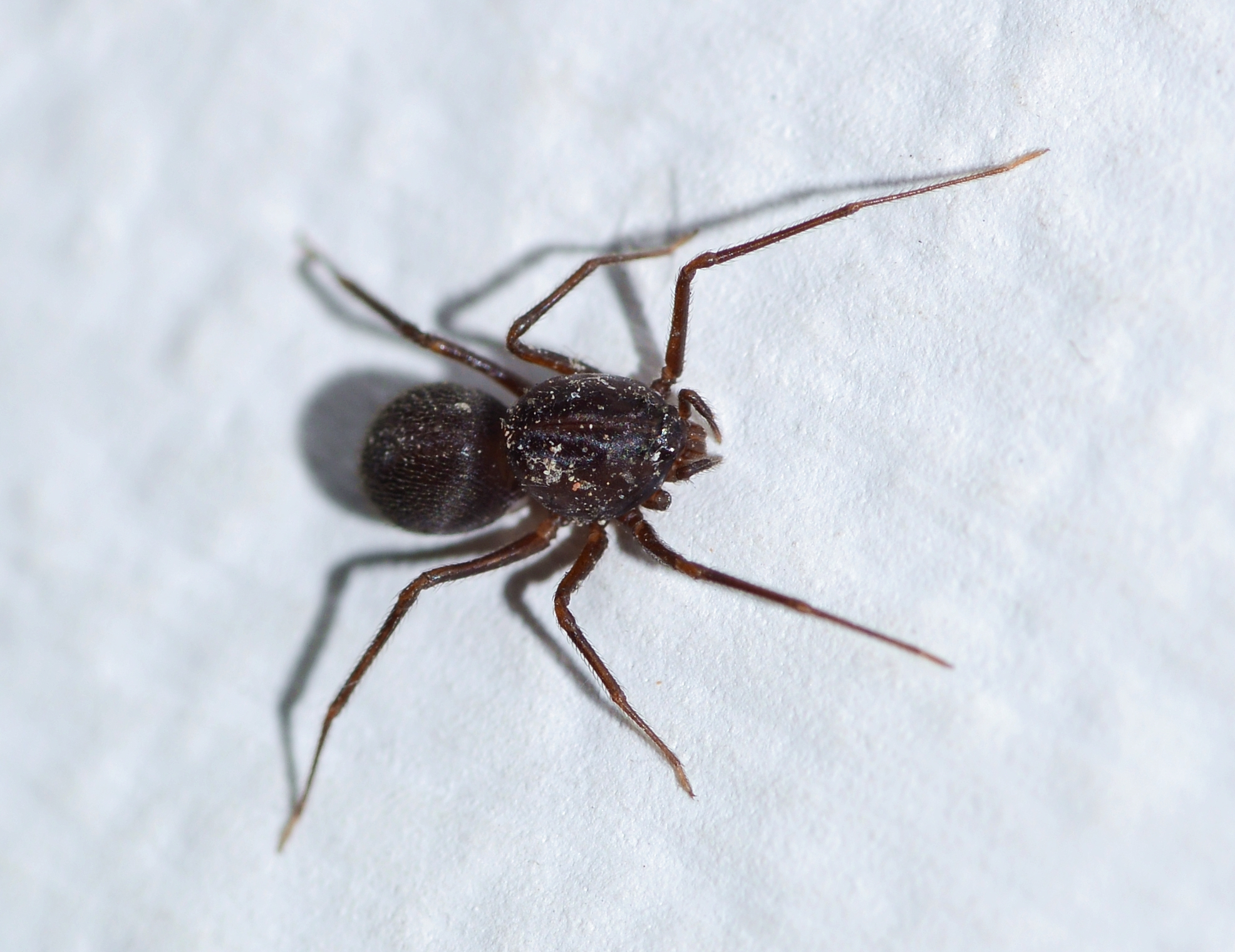